# Sport a Roma

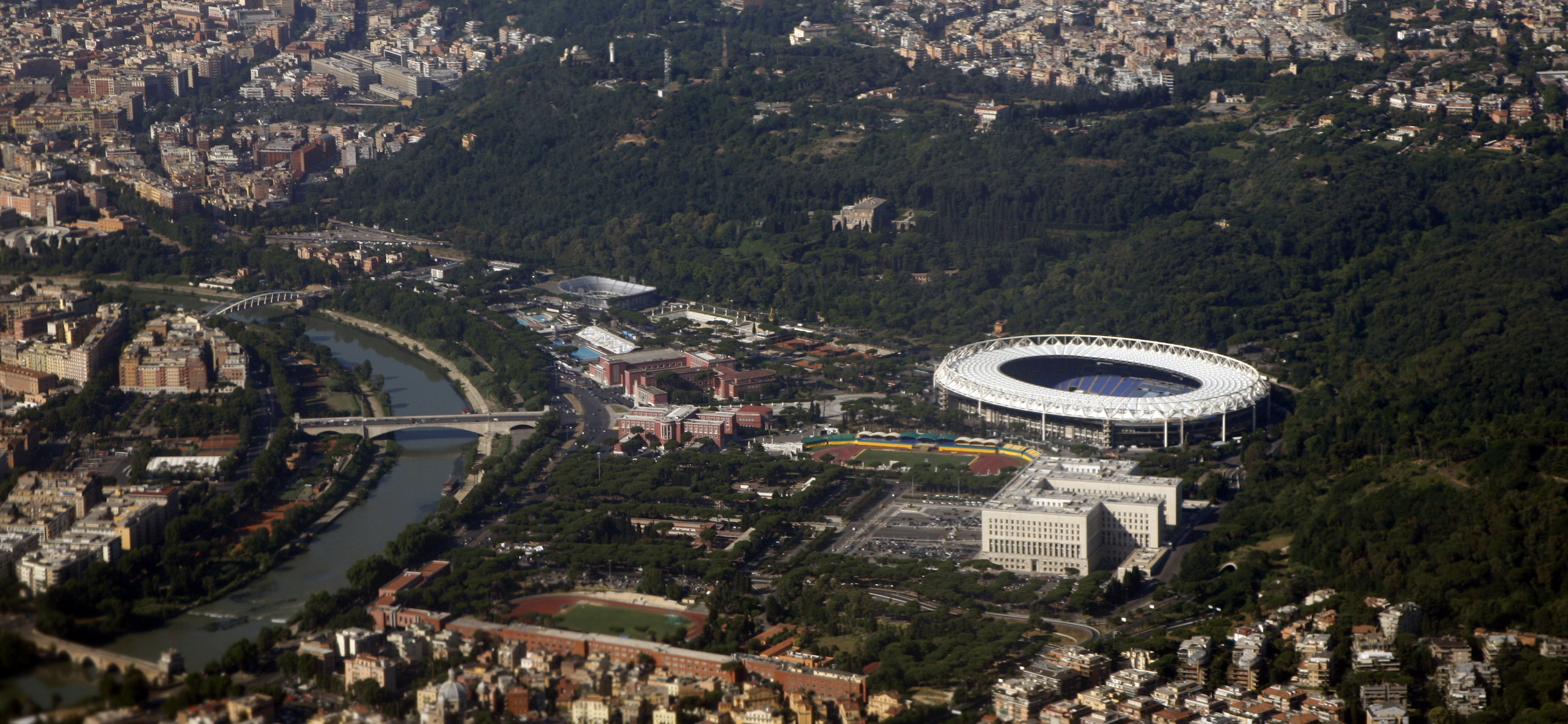
Vista aerea del Foro Italico, principale complesso sportivo della città di Roma (2011).

Questa voce raccoglie le informazioni sulle principali strutture, eventi e società sportive di Roma Capitale.
Roma è da sempre la principale sede della maggior parte dei più importanti eventi sportivi internazionali svolti in Italia. Oltre ad essere l'unica città italiana ad aver ospitato il più prestigioso evento sportivo al mondo, i Giochi olimpici estivi, nel 1960 (XVII Olimpiade), la capitale ha ospitato anche altre manifestazioni "multisportive" come i primi Giochi paralimpici estivi sempre nel 1960, la VIII Universiade nel 1975 ed i primi Giochi mondiali militari nel 1995. Inoltre è la città italiana nella quale si sono svolti più campionati mondiali (27) ed europei (25) degli sport olimpici, tra i quali spiccano le due Coppe del Mondo FIFA di calcio nel 1934 e 1990, entrambe con finale a Roma, e i campionati mondiali di atletica leggera (nel 1987) e nuoto (nel 1994 e nel 2009).
Nella capitale hanno sede il Comitato olimpico nazionale italiano, il cui acronimo è CONI, e quasi tutte le federazioni sportive italiane ad esso associate (come ad esempio la Federazione Italiana di Atletica Leggera, la Federazione Italiana Giuoco Calcio, la Federazione Ciclistica Italiana, la Federazione Italiana Nuoto, la Federazione Italiana Pallacanestro o la Federazione Italiana Pallavolo).
La capitale è anche sede dei Comitati Olimpici Europei, l’organismo internazionale che riunisce i comitati olimpici nazionali dei paesi europei.
Tra gli impianti sportivi della città, spiccano per capienza e per l'importanza degli eventi internazionali ospitati lo Stadio Olimpico (utilizzato per l'atletica Leggera, il calcio e il rugby), il Palazzo dello Sport (pallacanestro, pallavolo e, all'occorrenza, altri sport al coperto), lo Stadio Olimpico del nuoto (nuoto, pallanuoto e tuffi) e lo Stadio del tennis, oltre allo Stadio Flaminio attualmente in stato d'abbandono.

## Società sportive
Ecco l'elenco delle principali società sportive, suddivise per tipo, di Roma.
Cricket
- S.S. Lazio Cricket
- Capannelle Cricket Club
- Rome Bangladesh Cricket Club

Floorball
- Viking Roma Floorball Club
- Rome South Star Floorball Club

Football americano
- Barbari Roma Nord
- Gladiatori Roma
- Marines Lazio
- Grizzlies Roma
- Legio XIII Roma

Hockey su ghiaccio
- A.S. Hockey Club Roma

Lacrosse
- Roma Leones Lacrosse

Scherma Antica e Storica
Sala d'Arme Achille Marozzo
Softball
- Roma Softball Fastpitch

## Principali eventi sportivi disputati a Roma
- Roma ha ospitato le Olimpiadi del 1960. È stata inoltre ufficialmente candidata a ospitare i Giochi del 2004 (assegnati ad Atene, che superò Roma all'ultimo ballottaggio) e del 2020 (candidatura ritirata il 14 febbraio 2012 in seguito al mancato appoggio del Governo Monti a causa della crisi economica che ha investito il paese).[4]
- Ben prima nel 1934 ha ospitato, per la prima volta ed assieme ad altre città italiane, il campionato mondiale di calcio, la seconda edizione del torneo e intitolati a Jules Rimet (ideatore del campionato).
- Nel 1980 ha ospitato per la prima volta gli europei di calcio, organizzati dalla UEFA.
- Nel 1990 ha ospitato la 14ª edizione del campionato mondiale di calcio, tra cui la partita finale e la cerimonia di chiusura del campionato, organizzato dalla FIFA.
- Nel 2009 ha ospitato i campionati mondiali di nuoto, organizzati dalla World Aquatics.
- Nel 2010 ha ospitato alcune gare, inclusa la finale, dei Mondiali di Volley maschile.
- Nel 2011 e nel 2022 il Foro Italico ha ospitato i mondiali di beach volley, organizzati dalla FIVB.
- Nel 2021 ha ospitato il campionato europeo di calcio 2020 organizzato dalla UEFA, in occasione del 60º anniversario dalla nascita del torneo, assieme ad altre città europee. L’evento è stato posticipato di 1 anno rispetto al calendario iniziale, a causa della pandemia di COVID-19.
- Nel 2023 ha ospitato (per la prima volta in Italia) la Ryder Cup. Trattasi della terza edizione disputata nell’Europa continentale.

È stata inoltre più volte sede della finale di UEFA Champions League: dell’edizione del 1976-77, del 1983-84, del 1995-96 e dell’edizione del 2008-09.

## Sport

### Atletica leggera

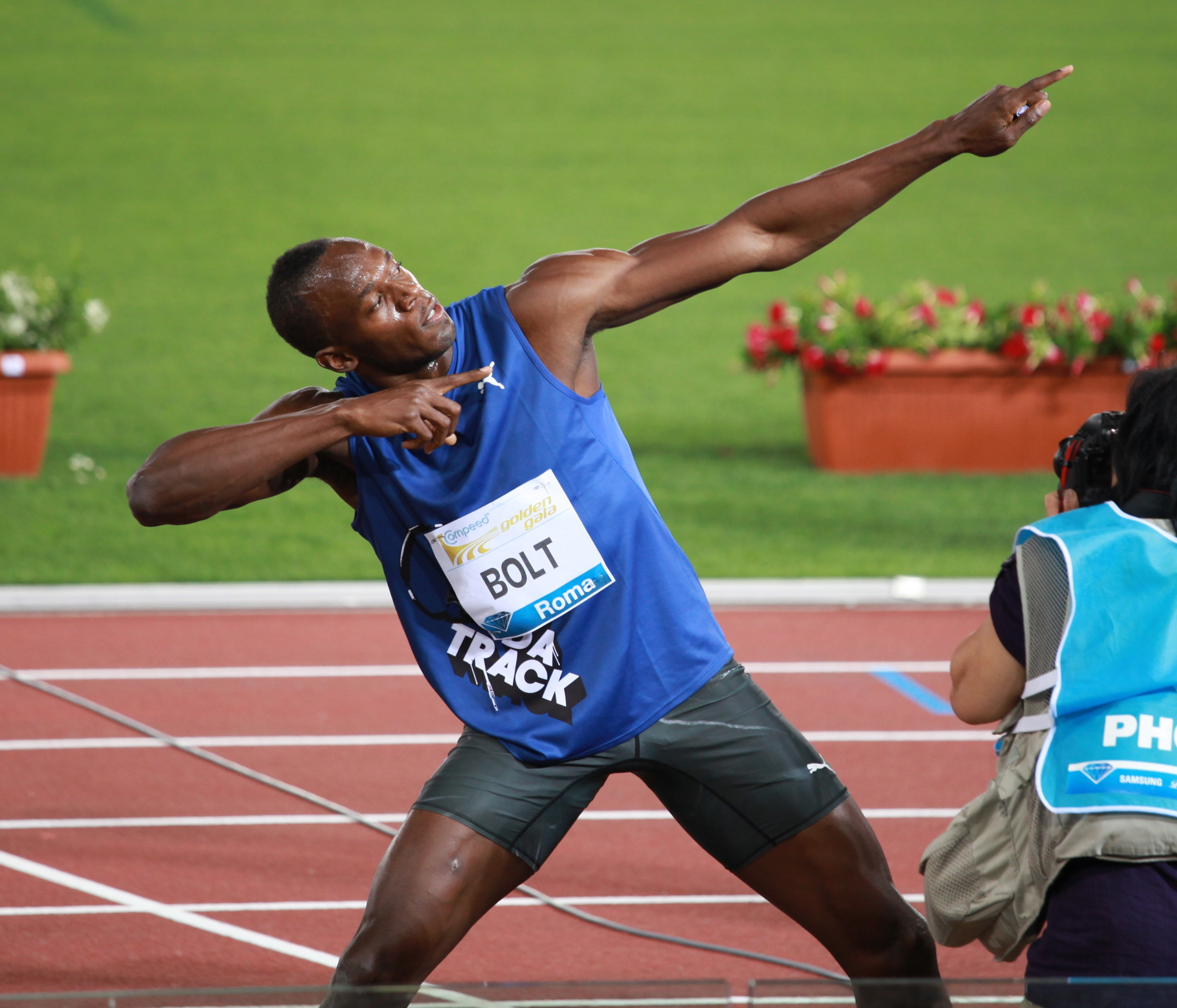
Il campione Usain Bolt al Golden Gala 2011

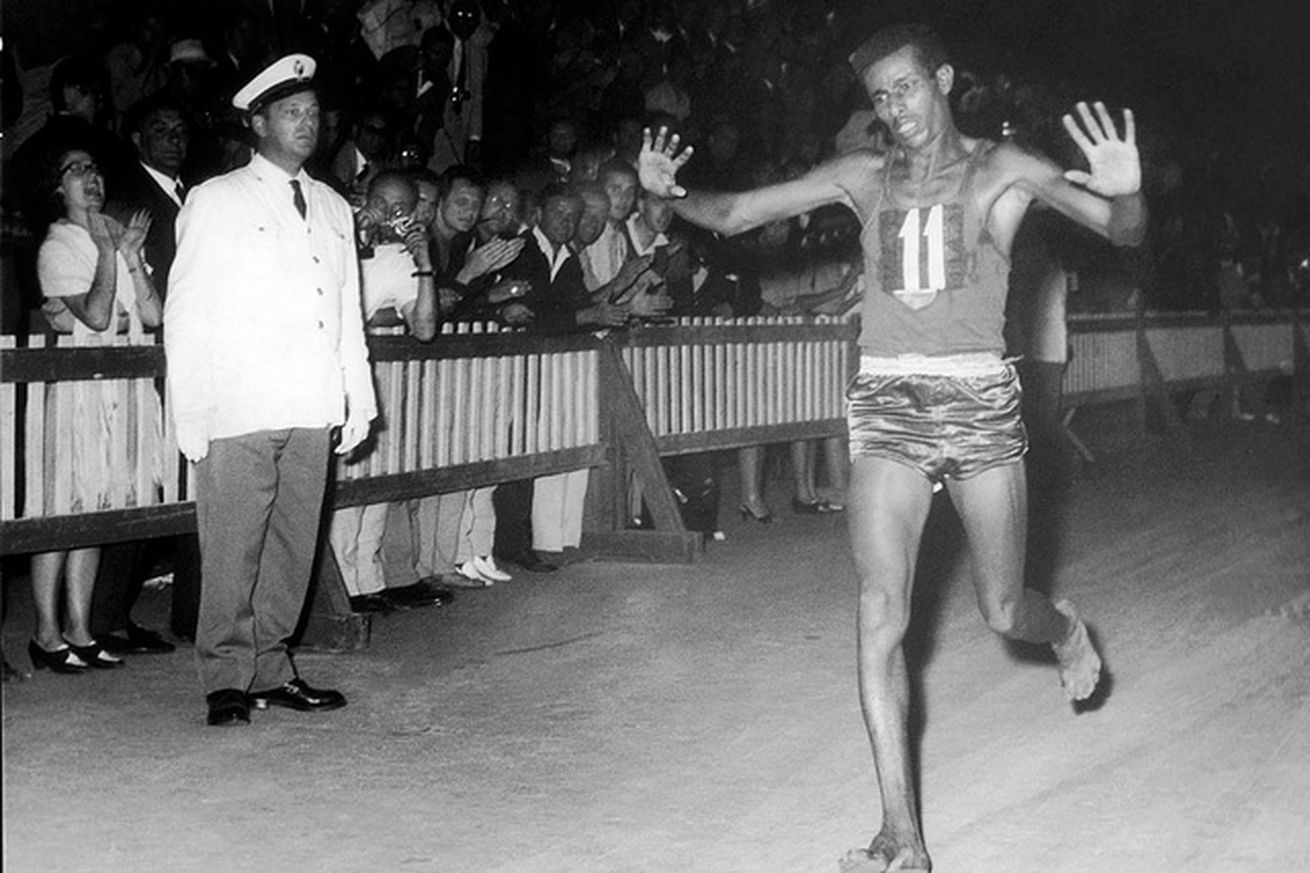
L'arrivo vittorioso di Abebe Bikila a

La capitale è da sempre la sede italiana dei principali eventi internazionali di atletica leggera, svolti allo stadio Olimpico. Dal 31 agosto al 10 settembre 1960 vennero assegnati i 34 titoli di atletica leggera dei Giochi della XVII Olimpiade, con le celebri vittorie di Livio Berruti nei 200 metri piani e di Abebe Bikila nella maratona, che percorse i 42,195 km a piedi nudi in mezzo alle antichità di Roma terminando sotto l'Arco di Costantino, e la supremazia nel medagliere degli Stati Uniti d'America. Successivamente a Roma vennero svolti gli XI campionati europei di atletica leggera, dal 2 all'8 settembre 1974, e la seconda edizione dei campionati del mondo di atletica leggera, dal 28 agosto al 6 settembre 1987. Nel primo evento l'unico oro italiano fu il titolo europeo di Pietro Mennea nei 200 metri piani mentre nel secondo si laurearono campioni del mondo Francesco Panetta nei 2000 metri siepi e Maurizio Damilano nella marcia 20 km. In entrambi i medaglieri primeggiò la Germania Est.
Altri titoli di atletica leggera sono stati assegnati all'Olimpico in manifestazioni multisportive come la VIII Universiade, disputata dal 18 al 21 settembre 1975, e i I Giochi mondiali militari, svolti dal 4 al 16 settembre 1995.
Inoltre in ambito internazionale Roma è sede annuale del Golden Gala Pietro Mennea, prestigioso meeting istituito su iniziativa di Primo Nebiolo e inserito nel circuito World Athletics della Diamond League, la cui prima edizione venne svolta il 5 agosto 1980, e della Maratona di Roma, gara podistica di lunghezza standard nata nel 1995 e avente partenza e arrivo in via dei Fori Imperiali.
In campo nazionale la capitale è stata sede di ventisei edizioni dei campionati italiani assoluti di atletica leggera, la prime svolte ad inizio del Novecento a Piazza di Siena e l'ultima nel 1998 all'Olimpico.

### Baseball
Nel baseball è buona la tradizione cittadina, con la conquista di due campionati italiani (1949 e 1955) da parte della S.S. Lazio Baseball e di due scudetti (1950 e 1959) e una Coppa Italia (1997) da parte della Roma Baseball. Un ulteriore sodalizio cittadino è l'Urbe Roma.
La capitale ha ospitato il campionato europeo di baseball due volte: l'edizione del 1956 nella sua interezza e, per alcuni incontri, l'edizione del 1991.
Da segnalare che nella Città metropolitana di Roma si trova Nettuno, vera e propria «capitale italiana del Baseball» con la squadra locale, la Nettuno Baseball Club 1945, che ha il record italiano di scudetti e vanta numerosi coppe europee, tra le quali la European Champions Cup che assegna il titolo di campione d'Europa. Inoltre la cittadina tirrenica ha ospitato incontri di alcune edizioni del campionato europeo di baseball e del campionato mondiale di baseball, con finali per l'assegnazione del titolo mondiale a Nettuno nel 1988, 1998 e 2009 (quest'ultima allo Stadio Steno Borghese, maggiore impianto italiano per questo sport).

### Calcio

Il capitano laziale Alessandro Nesta, l'arbitro Daniele Tombolini e il capitano romanista Francesco Totti posano per i fotografi prima del derby del 21 novembre 1999.

Il calcio è lo sport più popolare a Roma, come nel resto della Nazione. In Serie A militano due formazioni che disputano le gare casalinghe entrambe allo stadio Olimpico: la Società Sportiva Lazio (nata il 9 gennaio 1900 a piazza della Libertà), che ha conquistato due scudetti (1973-1974, 1999-2000), sette Coppe Italia (1958, 1997-1998, 1999-2000, 2003-2004, 2008-2009, 2012-2013, 2018-2019), cinque Supercoppe italiane (1998, 2000, 2009, 2017, 2019), una Coppa delle Coppe (1998-1999) e una Supercoppa UEFA (1999) e l'Associazione Sportiva Roma (nata nel 1927), che ha vinto tre scudetti (1941-1942, 1982-1983, 2000-2001), nove Coppe Italia (1963-1964, 1968-1969, 1979-1980, 1980-1981, 1983-1984, 1985-1986, 1990-1991, 2006-2007, 2007-2008), due supercoppe italiane, (2001, 2007) e una Conference League (2021-2022).
La stracittadina che mette di fronte la Lazio e la Roma, è definita il derby di Roma. La sfida, colloquialmente detta anche derby della capitale, derby capitolino o "derby der Cupolone", in riferimento alla cupola di San Pietro, costituisce uno dei derby più accesi d'Italia, a causa della forte rivalità che intercorre tra le rispettive tifoserie. Il derby ha acquisito maggiore prestigio internazionale alla fine degli anni 1990, grazie all'ottimo andamento delle contendenti che in quegli anni disponevano di due formazioni altamente competitive e dalla metà degli anni 2000 rimane una delle partite di calcio più seguite al mondo, tanto da essere trasmessa in oltre 170 nazioni di ogni continente.

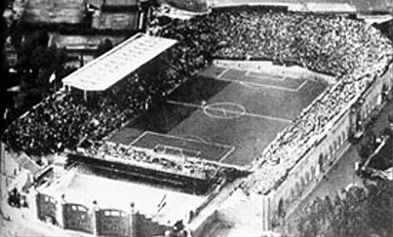
Lo Stadio nazionale del PNF, sede della finale dei Mondiali del 1934.

Altre squadre della città, ma minori, hanno militato tra la Serie C e la Serie D. Quasi tutte sono state considerate la terza squadra della capitale e successivamente si sono anche sciolte, ma, tra queste, una riuscì anche a partecipare alla Serie B nell'anno 1942-1943, dopo aver trascorso dei periodi nella terza serie a cavallo degli anni 30' e 40'. Essa fu la MATER, che però non si ricostituì dopo la fine della Seconda guerra mondiale. Gli altri club sono l'ASD Astrea,  l'ASD Ostia Mare, l'ASD Trastevere, un'altra gloriosa squadra del passato che fu la Lodigiani, l'Atletico Roma Football Club, la Racing Roma, la Romulea, il Tevere Roma, la Società Sportiva Chinotto Neri, il Banco di Roma e l'Almas.
Nella stagione 2016-2017 della Lega Pro ha giocato anche la Lupa Roma, che aveva sede nel quartiere di Axa anche se giocava ad Aprilia, in Provincia di Latina.
In ambito femminile, cinque scudetti (1979, 1980, 1986-1987, 1987-1988, 2001-2002) e quattro Coppe Italia (1977, 1985, 1998-1999, 2002-2003) sono stati vinti dalla Società Sportiva Lazio Calcio Femminile mentre un campionato (1969) e una Coppa Italia (1971) sono stati conquistati dalla Società Sportiva Dilettantistica Roma Calcio Femminile. Entrambe non sono da confondere rispettivamente con la Società Sportiva Lazio Women 2015 e la Associazione Sportiva Roma, sezioni femminili delle omonime società maschili.
Come eventi calcistici internazionali ospitati, la capitale è stata sede di alcuni incontri e delle finali del campionato mondiale del 1934 e del campionato mondiale del 1990. Nel primo torneo l'Italia di Vittorio Pozzo sconfisse in finale 2-1 la Cecoslovacchia allo Stadio Nazionale del PNF ed ottenne il primo dei suoi quattro titoli mondiali, mentre nel secondo la Germania Ovest vinse per 1-0 all'Olimpico contro l'Argentina. L'Olimpico è stato anche sede di incontri e delle finali del campionato europeo del 1968, vinto dagli Azzurri di Ferruccio Valcareggi che superarono in finale la Jugoslavia, e del campionato europeo del 1980, anche in questo caso vinto dalla Germania Ovest che superò 2-1 il Belgio. Roma è stata la sede della partita inaugurale (Italia-Turchia 3-0) e di alcuni incontri del campionato europeo del 2020.
Infine lo stadio Olimpico è stato scelto in passato per ospitare quattro finali della Coppa dei Campioni/UEFA Champions League (1977, 1984 persa dalla Roma ai rigori contro il Liverpool, 1996 vinta dalla Juventus contro l'Ajax anche in questo caso ai calci di rigore, 2009) oltre ad essere stato sede di una finale di Coppa UEFA in quanto stadio casalingo della finalista Roma, contro l'Inter (1991).
Tra i principali calciatori nati a Roma vi sono i campioni del mondo Daniele De Rossi, Attilio Ferraris, Fabio Grosso, Alessandro Nesta e Francesco Totti, il campione d'Europa Giancarlo De Sisti e il campione olimpico Francesco Gabriotti.

### Calcio a 5
Il calcio a 5 è probabilmente lo sport di squadra nel quale la capitale ha ottenuto maggiori successi. Hanno conquistato dei titoli: la Roma RCB, con cinque campionati italiani (1988, 1989, 1990, 1991, 2001) e due Coppe Italia (1989, 1990); la BNL Roma con quattro scudetti (1992, 1995, 1996, 1997); la Roma con due titoli italiani (1984, 1985); il Torrino con due scudetti (1993, 1994) e cinque Coppe Italia (1991, 1992, 1993, 1994, 1995); la Lazio con un campionato (1998) e quattro Coppe Italia (1998, 1999, 2003, 2011); la Circolo Canottieri Aniene con due Coppe Italia (1986, 1987) e la EUR Olimpia Roma con una coppa Italia (1988).

### Canottaggio
In città sono presenti molti circoli canottieri storici: Circolo Canottieri Aniene, Circolo Canottieri Lazio, Circolo Canottieri Roma, Circolo Canottieri Tirrenia Todaro e Reale Circolo Canottieri Tevere Remo. Per contro, nella capitale non sono mai stati disputati eventi internazionali di rilievo nel canottaggio. Difatti, anche le competizioni di canottaggio ai Giochi della XVII Olimpiade, svolte dal 30 agosto al 3 settembre 1960, furono disputate fuori Roma: nel Lago Albano a Castel Gandolfo.

### Ciclismo

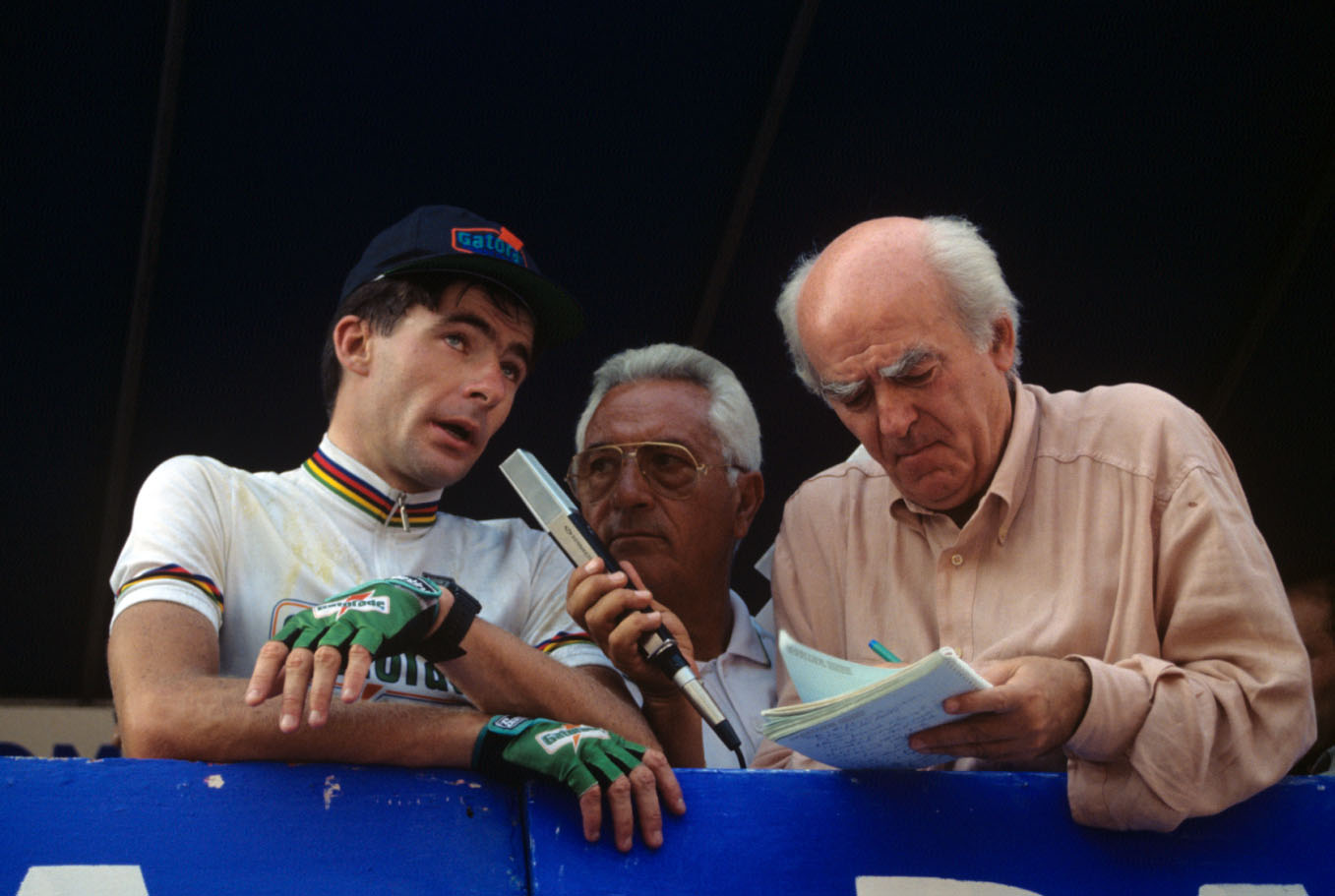
Gianni Bugno al termine del vittorioso Giro del Lazio 1992, intervistato da Adriano De Zan.

Nel principale evento ciclistico nazionale per importanza e tradizione popolare, il Giro d'Italia, Roma è stata sede della «Grande Partenza» in 5 edizioni (1911, con vittoria di Carlo Galetti; 1929, conquistato da Alfredo Binda; 1960, con trionfo del francese Jacques Anquetil; 1974, aggiudicato al "cannibale" Eddy Merckx; 2000 - per celebrare il Giubileo del 2000 - con vittoria finale di Stefano Garzelli) mentre è stata sede di arrivo finale della corsa in 4 edizioni (1911; 1950 vinta dallo svizzero Hugo Koblet, primo corridore non italiano ad aggiudicarsi la corsa; 2009, «edizione del centenario», aggiudicata al russo Denis Men'šov; 2018 conquistata dall'inglese Chris Froome). In totale, la Corsa Rosa ha avuto sede nella capitale in ben 58 edizioni (1909, 1910, 1911, 1912, 1913, 1914, 1919, 1920, 1921, 1922, 1923, 1924, 1925, 1926, 1927, 1928, 1929, 1930, 1931, 1932, 1933, 1934, 1935, 1936, 1937, 1938, 1939, 1940, 1946, 1947, 1948, 1949, 1950, 1951, 1952, 1953, 1954, 1955, 1956, 1957, 1958, 1959, 1960, 1961, 1964, 1966, 1967, 1968, 1972, 1974, 1975, 1981, 1982, 1989, 2000, 2009, 2018 e 2023) che corrispondono a 58 partenze e 49 arrivi di tappa.
Altre corse ciclistiche minori della capitale sono state in passato: la Roma-Napoli-Roma, conosciuta anche come Corsa del XX settembre oppure Gran Premio Ciclomotoristico delle Nazioni, corsa in linea (19 edizioni) e corsa a tappe (19 edizioni) che si svolse dal 1902 al 1961; la Roma-Trento-Trieste, o Corsa dei Due Mari, corsa a tappe svolta nell'aprile 1919; la Predappio-Roma, conosciuta anche come Coppa del Duce, manifestazione svolta sia come corsa in linea (edizioni 1928-1932) sia come corsa a tappe (edizione 1933), che si sviluppava fra Predappio, città natale di Benito Mussolini, e la capitale; la Roma Maxima, in precedenza Giro del Lazio (dal 1933 al 2014), corsa in linea che si è svolta pressoché annualmente. Nel 2005 la Roma Maxima era anche entrata a far parte del calendario dell'UCI Europe Tour, classe 1.HC.

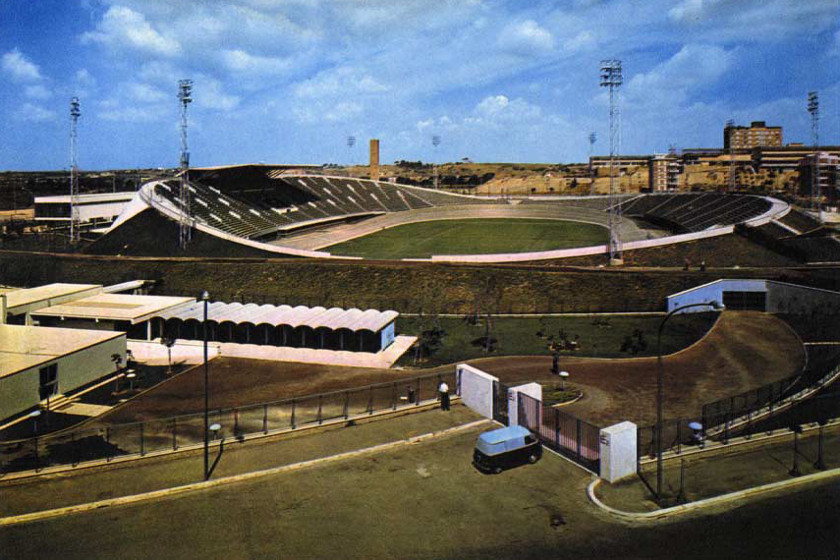
Il Velodromo Olimpico negli anni 60 del XX secolo.

Le competizioni di ciclismo dei Giochi della XVII Olimpiade si svolsero dal 26 al 29 agosto 1960 al Velodromo Olimpico per la pista mentre per la strada si disputarono nei giorni 26 e 30, nelle strade cittadine. In sei eventi, tutti maschili, l'Italia conquistò cinque ori, un argento e un bronzo: Livio Trapè (argento nella corsa in linea), Antonio Bailetti, Ottavio Cogliati e Giacomo Fornoni vinsero la cronometro a squadre nella strada; Marino Vigna, Luigi Arienti, Franco Testa e Mario Vallotto vinsero l'inseguimento a squadre in pista; Sante Gaiardoni conquistò un doppio oro nella gara di velocità (con bronzo a Valentino Gasparella) e nel chilometro da fermo; Sergio Bianchetto e Giuseppe Beghetto furono primi nel tandem.
Nei campionati del mondo di ciclismo su strada Roma ospitò l'edizione del 31 agosto 1932: Alfredo Binda vinse la gara dei professionisti e Giuseppe Martano quella dei dilettanti. Nei campionati del mondo di ciclismo su pista la capitale è stata invece sede di ben quattro edizioni della competizione: 1902 (assieme a Berlino), 1911, 1932 allo Stadio del Partito Nazionale Fascista e 1968 al Velodromo Olimpico. In quest'ultima edizione gli azzurri vinsero cinque degli undici titoli disponibili.

### Equitazione

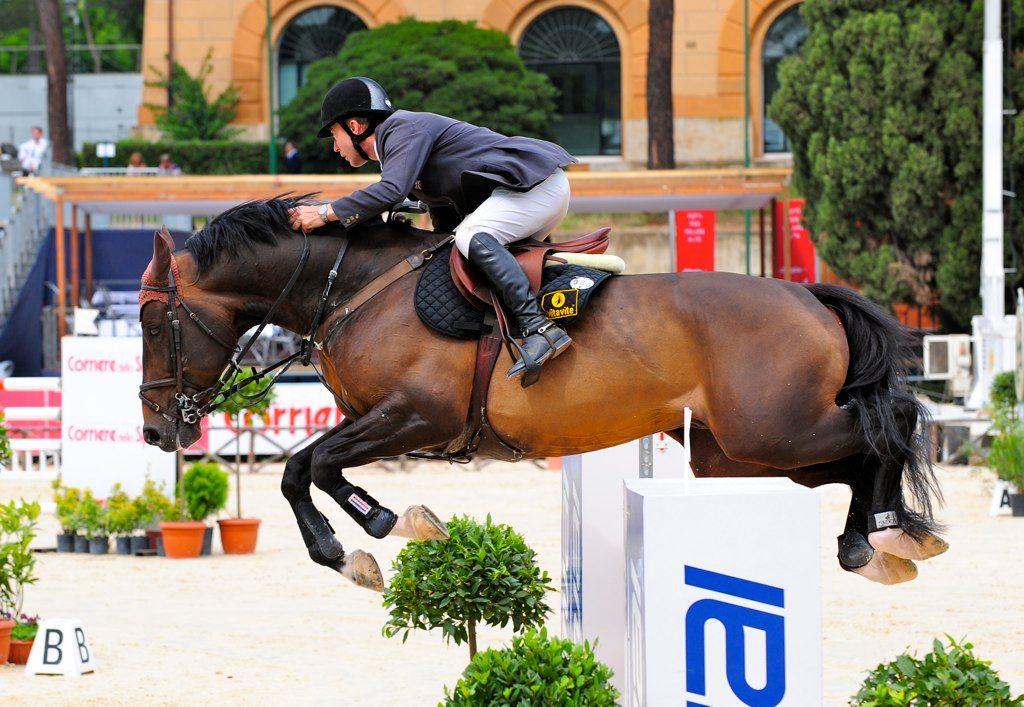
Michael Whitaker su Tackeray beim al CSIO Roma 2009.

Le competizioni di equitazione dei Giochi della XVII Olimpiade si sono svolte a Roma nei giorni dal 5 all'11 settembre 1960. Il dressage individuale, il salto ostacoli individuale, il concorso completo individuale e il concorso completo a squadre vennero disputati a Piazza di Siena all'interno di Villa Borghese (i due concorsi completi ebbero alcune prove anche fuori città, al Centro ippico di Pratoni del Vivaro, nel comune di Rocca di Papa) mentre il salto ostacoli a squadre si svolse allo Stadio Olimpico prima della cerimonia di chiusura dei Giochi. L'italiano Raimondo D'Inzeo vinse l'oro nel salto ostacoli individuale.
Nel 1988 vennero disputati i campionati mondiali di equitazione, con le sole gare di salto ostacoli e il dressage in città e precisamente allo Stadio Flaminio, mentre le restanti gare si svolsero fuori Roma, ai Pratoni del Vivaro e alla Tenuta Santa Barbara a Bracciano. I campionati europei di salto ostacoli sono stati anch'essi disputati a Roma nel 1963.
Annualmente a Roma viene disputato il Concorso ippico internazionale "Piazza di Siena", competizione equestre che si tiene dal 1922. Dal 1926 è un concorso internazionale, mentre dal 2014 la competizione è stata intitolata "Master fratelli D'Inzeo" in onore dei due cavalieri italiani Piero D'Inzeo e Raimondo D'Inzeo. Il concorso fa parte del circuito della FEI Furusiyya Nations Cup, che raduna gli otto CSIO più prestigiosi al mondo e vede in lizza i migliori cavalieri internazionali. Durante la manifestazione si svolge la Coppa delle Nazioni, il Gran Premio di Potenza, il Gran Premio Roma e la chiusura spettacolare del Carosello dei carabinieri. Il cavaliere con più titoli è Piero D'Inzeo con sette titoli mentre il cavallo più vincente è Flambeau C con 3 titoli.

### Ginnastica
Nella ginnastica artistica, a Roma sono stati disputati alcuni eventi internazionali. L'evento principale è, anche in questo caso, la XVII Olimpiade con le competizioni ginniche svolte nell'insolito scenario delle Terme di Caracalla, dal 5 al 10 settembre 1960, con un dominio nel medagliere di specialità da parte dell'Unione Sovietica. I campionati mondiali di ginnastica artistica si erano invece disputati a Roma in precedenza, nel 1954, mentre i campionati europei di ginnastica artistica verranno svolti nella capitale nel 1981, limitatamente alla categoria maschile.
Tra le società romane, la Olos Gym 2000 e la A.S.D. Ginnastica Romana competono nei campionati italiani di Ginnastica artistica femminile e maschile, sia in quelli organizzati dalla Federazione Ginnastica d'Italia (primo tra tutti la Serie A1) sia in quelli della UISP. La Ginnastica Romana anche nell'Aerobica e Ginnastica per tutti e, tra le sue file, in oltre sessant'anni di storia, sono passati i più importanti ginnasti e tecnici d'Italia; tra questi Franco Menichelli medaglia d'oro al corpo libero nelle Olimpiadi di Tokyo 1964.

### Golf
A Roma sono state disputate alcune edizioni dell'Italian Open, principale torneo golfistico italiano maschile fondato nel 1925 e dal 1972 facente parte dell'European Tour. Le prime edizioni nella capitale furono al Circolo del Golf Roma Acquasanta: nel 1950 con vittoria di Ugo Grappasonni, nel 1973 con successo dell'inglese Tony Jacklin e nel 1980 con vittoria di Massimo Mannelli. Nel 2002 e nel 2019 il torneo è stato giocato all'Olgiata Golf Club con vittorie rispettivamente dell'inglese Ian Poulter e dell'austriaco Bernd Wiesberger.
L'Olgiata Golf Club ha ospitato anche due edizioni della World Cup maschile, nel 1968 con vittoria del Canada e nel 1984 con successo della Spagna.
Da segnalare che oltre i confini comunali è presente il Marco Simone Golf and Country Club, campo da golf situato a Guidonia Montecelio, che nel 1994 ha ospitato l'Italian Open vinto dall'argentino Eduardo Romero, ma che soprattutto è stato scelto per ospitare la 44ª edizione della Ryder Cup nel 2023, battendo i concorrenti di Austria, Germania e Spagna.

### Hockey su prato
Nel campionato italiano di hockey su prato più di una formazione capitolina ha vinto nella storia lo scudetto: l'MDA Roma con sette campionati (1962, 1964, 1966, 1968, 1969, 1970, 1971); l'Hockey Club Roma con cinque scudetti (1991, 2001, 2002, 2006, 2007, 2010, 2011) oltre a due Coppe Italia (2004-200505, 2009-2010); l'Hockey Club Eur anch'esso con cinque titoli (1980, 1982, 1983, 1986, 1987) e la Società Sportiva Lazio Hockey con un campionato (2005) e quattro Coppe Italia (1991, 1996, 2001, 2006). Un'ulteriore squadra cittadina di hockey su prato è la Butterfly Roma Hockey & Cricket Club.
In ambito femminile l'Hockey Femminile Libertas San Saba ha conquistato nove campionati italiani (1987-1988, 1998-1999, 2000-2001, 2001-2002, 2002-2003, 2004-2005, 2008-2009, 2009-2010, 2010-2011) e sette Coppe Italia (1975, 1976, 1997-1998, 1999-2000, 2000-2001, 2004-2005, 2005-2006).
L'unico evento internazionale di hockey su prato disputato a Roma è il torneo ai Giochi della XVII Olimpiade, svolto tra il 26 agosto e il 10 settembre 1960; solamente maschile, vide partecipare 16 squadre nazionali e fu vinto dal Pakistan che, nella finale disputata sul prato del Velodromo Olimpico, batté l'India per 1-0. Gli impianti in cui si tennero gli incontri furono lo Stadio dei Marmi al Foro Italico, il Velodromo Olimpico all'EUR ed il complesso sportivo delle Tre Fontane (per alcuni incontri di recupero).

### Motori

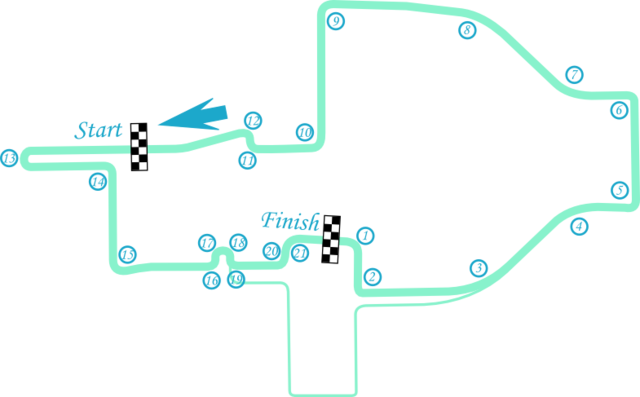
Il tracciato del Circuito cittadino dell'EUR.

L'evento motoristico più importante della capitale è l'E-Prix di Roma, gara con cadenza annuale destinata alle vetture a trazione interamente elettrica del campionato di Formula E. Inserito ufficialmente in calendario nel giugno 2017, la prima edizione si è disputata il 14 aprile 2018, quale settima gara della stagione 2017-2018. Nel 2020 l'evento è stato rinnovato fino al 2025. La corsa si disputa sul Circuito cittadino dell'EUR, situato nell'omonimo quartiere. Il tracciato si compone di 21 curve per un totale di 2 860 metri, tra i più lunghi della stagione di Formula E. La partenza è posizionata su via Cristoforo Colombo e il traguardo nella zona dell'Obelisco di Marconi. Il circuito passa attorno al Roma Convention Center e al Palazzo dei Congressi.
Nel rally, a Roma si disputa dal 2013 il Rally di Roma Capitale, dal 2015 gara valevole per il campionato Italiano Rally e, dal 2017, promossa a tappa del FIA campionato Europeo Rally (ERC).

### Nuoto, pallanuoto e tuffi

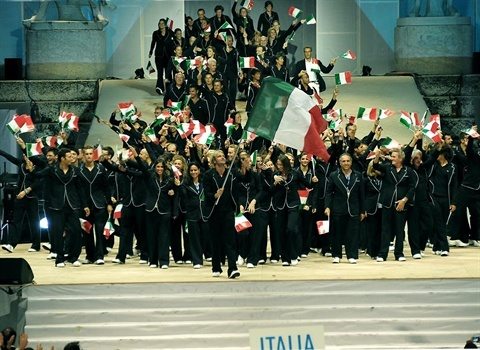
Apertura dei mondiali di nuoto, Roma 2009, la Nazionale italiana.

La capitale è da sempre la sede italiana dei principali eventi internazionali degli sport acquatici (nuoto, nuoto di fondo, nuoto sincronizzato, pallanuoto e tuffi), disputati nel complesso natatorio del Foro Italico e/o alla piscina delle Rose. Dal 25 agosto al 3 settembre 1960 vennero assegnati i 20 titoli di nuoto, pallanuoto e tuffi ai Giochi della XVII Olimpiade di Roma, con la supremazia nel medagliere degli Stati Uniti d'America e la vittoria della nazionale di pallanuoto maschile dell'Italia (il Settebello) nel torneo olimpico.
Successivamente al Foro Italico di Roma sono stati svolti due campionati mondiali di nuoto: la VII edizione (nuoto, nuoto di fondo, nuoto sincronizzato, pallanuoto e tuffi), dall'1 all'11 settembre 1994, e la XIII edizione (nuoto, nuoto di fondo, nuoto sincronizzato, pallanuoto e tuffi), dal 18 luglio al 2 agosto 2009. Nel 1994, dove nel medagliere primeggiò la Cina, l'unico oro italiano fu il titolo maschile della pallanuoto, con il Settebello che si laureò campione del mondo per la seconda volta. Nel 2009 invece, con medagliere vinto dagli Stati Uniti d'America, gli ori italiani furono ben quattro: Federica Pellegrini nei 200 e 400 metri stile libero, Alessia Filippi nei 1500 metri stile libero e Valerio Cleri nei 25 km in acque libere (evento disputato nel mare antistante il Lido di Ostia).
Nei campionati europei di nuoto, è stata svolta a Roma solamente la XVI edizione (nuoto, nuoto sincronizzato, pallanuoto e tuffi), dal 22 al 27 agosto 1983. Il medagliere fu vinto dalla Germania Est e l'Italia ottenne due ori, entrambi con Giovanni Franceschi, nei 200 e 400 metri misti. Verrà svolta nella capitale anche la XXVI edizione, dall'11 al 21 agosto 2022 (nuoto, nuoto sincronizzato e tuffi).
Nella pallanuoto maschile le società romane che hanno vinto dei titoli sono la Società Sportiva Lazio Nuoto (uno scudetto nel 1956) e la Associazione Sportiva Roma Pallanuoto (due campionati nel 1954 e nel 1998-1999, una Coppa delle Coppe nel 1995-96 e una Coppa LEN nel 1994). Altri club maschile capitolini della storia sono la Associazione Sportiva Roma Nuoto, la Società Sportiva Roma Vis Nova Pallanuoto, la Società Romana di Nuoto, l'Associazione Sportiva Roma 2007, l'attuale Rari Nantes Roma e la vecchia Rari Nantes Roma del 1891 che vinse quattro campionati italiani non riconosciuti dalla FIN (1901, 1902, 1903, 1905).
In ambito femminile, la SIS Roma ha vinto una Coppa Italia nel 2018-2019.

### Pallacanestro

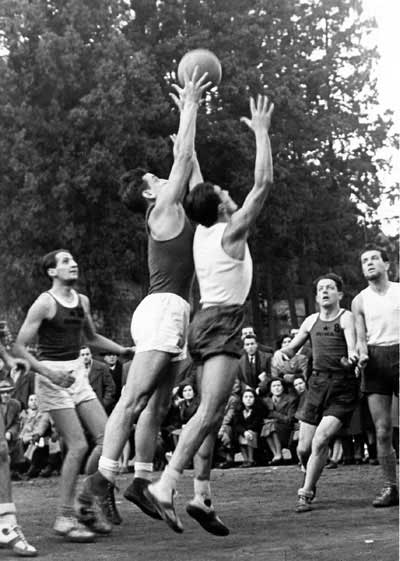
Cestisti della Ginnastica Roma.

Il vertice del basket cittadino è rappresentato dalla Pallacanestro Virtus Roma, società fondata nel 1960 che vanta nel suo palmarès uno scudetto (1982/83), una Supercoppa d'Italia (2000), una Coppa dei Campioni (1983-84), una Coppa Intercontinentale (1984) e due Coppe Korać (1985-86 e 1991-92). La Virtus è l'unica società romana negli sport principali ad aver conseguito il titolo di "campione del mondo" per club. Un'altra società cittadina, oggi scomparsa, ha ottenuto però più scudetti nella sua storia: la Società Ginnastica Roma, che divenne campione d'Italia nel 1928, 1931, 1933 e 1935. Hanno militato in Serie A, senza risultati di prestigio, anche la Stella Azzurra Roma, la Parioli-Mussolini, la Polisportiva S.S. Lazio, la Ex Alunni Roma e il GUF Roma. 

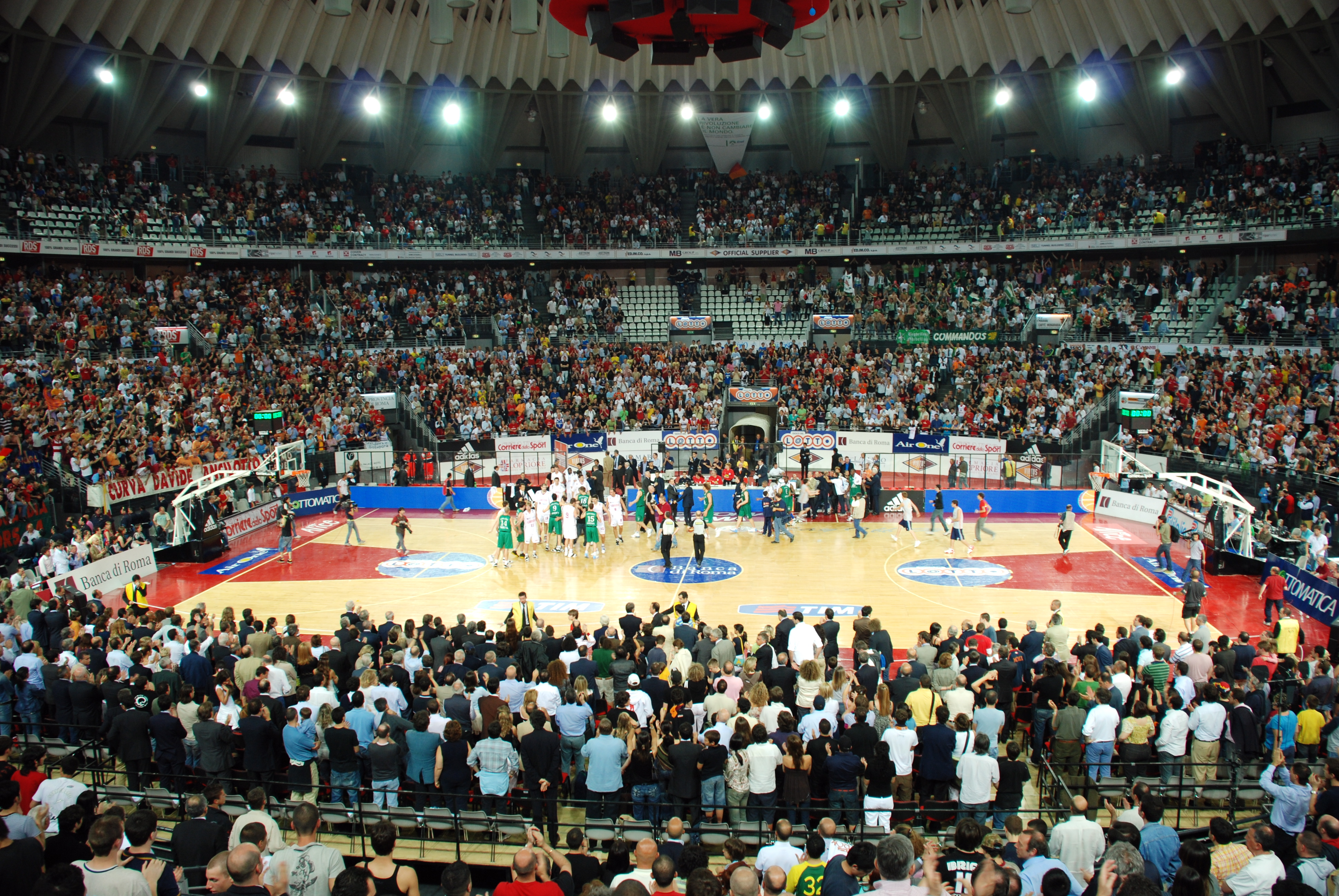
L'interno del Palazzo dello Sport durante una partita della Virtus Roma.

In ambito femminile ha vinto un titolo italiano la Società Polisportiva Indomita Roma, nel 1948-1949. Altri club romani di pallacanestro femminile sono la San Raffaele Basket e la College Italia, gestita direttamente dalla Federbasket per la crescita comunitaria delle giovani, che portava a maturazione il progetto denominato Azzurrina, nato nel 2001.
A livello di eventi internazionali maschili, il Palazzo dello Sport ha ospitato il torneo di pallacanestro ai Giochi della XVII Olimpiade che si disputò dal 26 agosto al 10 settembre 1960, con la medaglia d'oro degli Stati Uniti, e tutti gli incontri del campionato europeo del 1991, con vittoria finale della Jugoslavia sull'Italia per 88 a 73.
Nelle manifestazioni per club, i principali eventi svolti al Palazzo dello Sport sono la Final four di Euroleague Basketball del 1997 con i greci dell'Olympiakos Pireo campioni d'Europa e la disputa di alcuni incontri dell'NBA Europe Live Tour nel 2006 e 2007, nel quale giocarono i Toronto Raptors, i Boston Celtics e i Phoenix Suns.
Il principale evento internazionali femminile disputato a Roma è il campionato europeo del 1938, con tutte le gare svolte nella capitale.
Da segnalare infine la Santa Lucia Sport Roma, squadra romana di pallacanestro in carrozzina, che milita in Serie A1 e che vanta nel proprio palmarès 21 scudetti, 12 Coppe Italia, 5 supercoppe italiane, 3 Coppe dei Campioni e 3 Coppe Vergauwen.

### Pallamano
Tre società maschili cittadine di Pallamano hanno conquistato nella storia il titolo di campione d'Italia: la Pallamano Buscaglione Roma nel 1969-70, l'H.C. Flaminio Genovesi Roma nel 1970-71 e il Centro sportivo olimpico dell'Esercito nel 1972-73. Altre formazioni che hanno militato nel massimo campionato maschile di Pallamano, la Serie A, sono il CUS Roma, il Montesacro Roma, la S.S. Lazio Pallamano, la Roma Pallamano, il Tor di Quinto Pallamano, la Roma H.C., il Fatme Roma, il Bruno Sport Roma, la P.S. Roma, la Libertas San Saba e la Virtus Roma.
In ambito femminile, hanno vinto lo scudetto le seguenti formazioni: la Scuola Germanica Roma nel 1971-72 e 1972-73, la Pallamano Roma nel 1976-77, la Roma H.C. nel 1975-76, la Montesacro Roma nel 1973-74, il CUS Roma nel 1970-71 e l'AICS Roma nel 1969-70.

### Pallavolo

La Piaggio Roma Volley campione d'Italia nel 2000.

Sono due le squadre maschili romane vincitrici del campionato italiano di pallavolo: la Roma Volley, campione d'Italia nel 1999-00 e conquistatrice della Coppa CEV nello stesso anno, e l'Accademia dello Sport, che vinse nella stagione 1976-77 (in precedenza il tricolore era arrivato anche nel 1974-75, ma la sede societaria era ad Ariccia, comune dell'hinterland della capitale). Anche la M. Roma Volley ha nel suo palmares un trofeo ufficiale, la Coppa CEV vinta nel 2007-08. Altre società capitoline sono la Società Sportiva Lazio Pallavolo e il Roma Volley Club.
Club importanti della città, in ambito femminile, sono la Società Sportiva Lazio Pallavolo e la Roma Pallavolo, ma nessuna società ha mai vinto trofei nazionali o internazionali. 

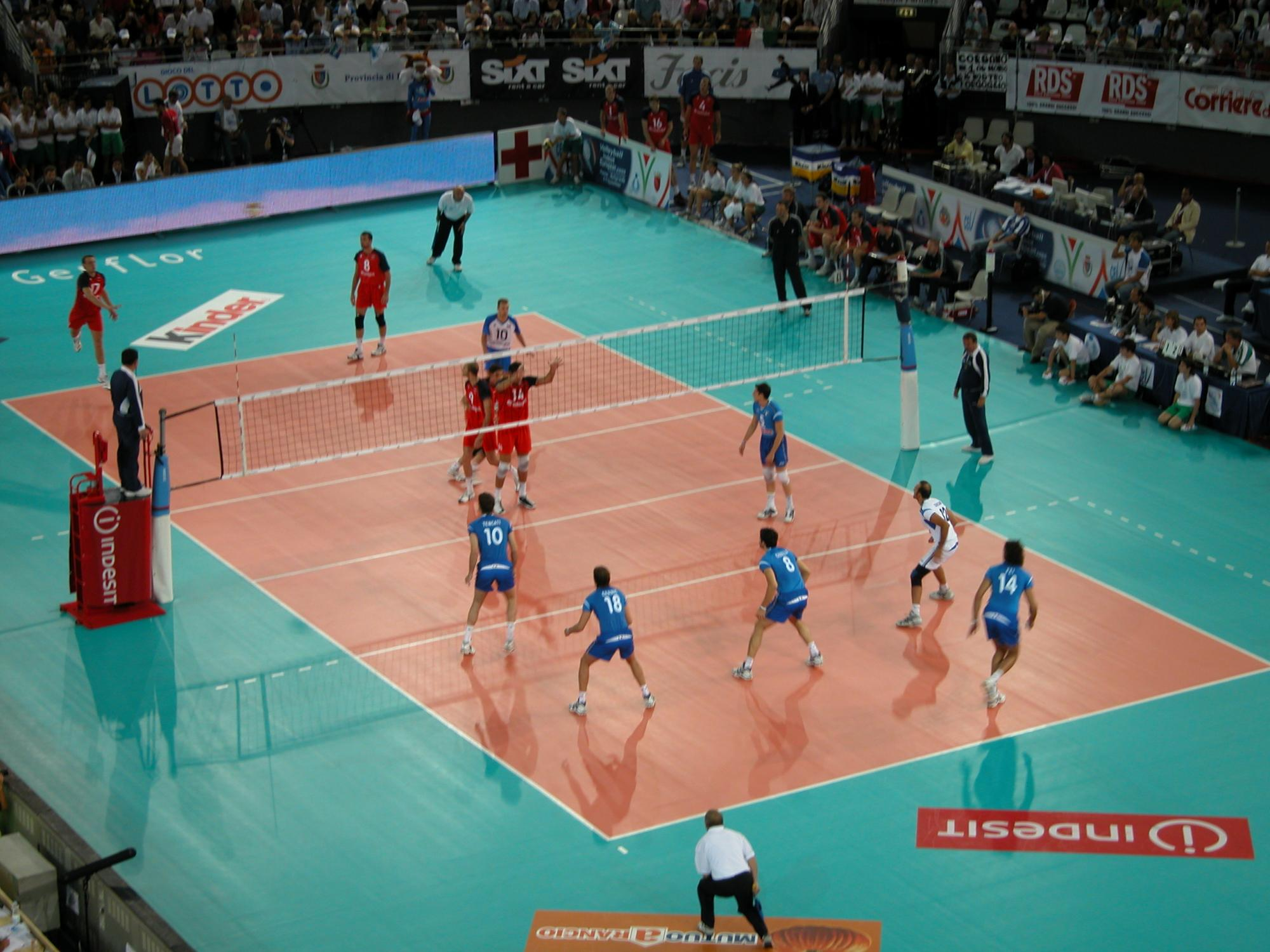
Una fase dell'Italia-Russia, ai Campionati europei del 2005.

Un caso particolare è il «Club Italia», due società (una maschile e una femminile) fondate nel 1998 per volere dell'allenatore Julio Velasco, di proprietà della Federazione Italiana Pallavolo e quindi con sede sociale a Roma, con l'obiettivo della società di formare giovani atlete italiane, provenienti dai vivai delle varie squadre della penisola. I due Club Italia partecipano in una divisione maschile e femminile scelta anno per anno dalla federazione, talvolta senza obblighi di classifica, esclusa da promozioni o retrocessioni.
A livello di eventi internazionali maschili svolti nella capitale, il Palazzo dello Sport ha ospitato numerosi incontri e le finali dei campionati del mondo del 1978, con vittoria dell'Unione Sovietica sull'Italia, e del 2010 (con oro del Brasile) mentre lo Stadio del tennis, opportunamente modificato, ha ospitato la sola gara inaugurale del mondiale del 2018. A Roma venne svolta anche la fase finale della World League nel 2004, conquistata dal Brasile.
I campionati europei invece si tennero nella capitale nel 1948, con trionfo della Cecoslovacchia allo Stadio del tennis, e nel 2005, con gli Azzurri che conquistarono il loro sesto alloro continentale contro la Russia al Palazzo dello Sport. Infine, nel 2006, la città ha ospitato la Final four della European Champions League con vittoria del Volley Treviso contro i greci dell'Īraklīs Salonicco.
In campo femminile sono stati disputati a Roma alcuni incontri del campionato mondiale del 2014 e dei campionati europei del 1971 e del 1991, sempre al Palazzo dello Sport. In questi ultimi due tornei anche la finale per l'assegnazione del titolo venne disputata nella capitale.

### Rugby

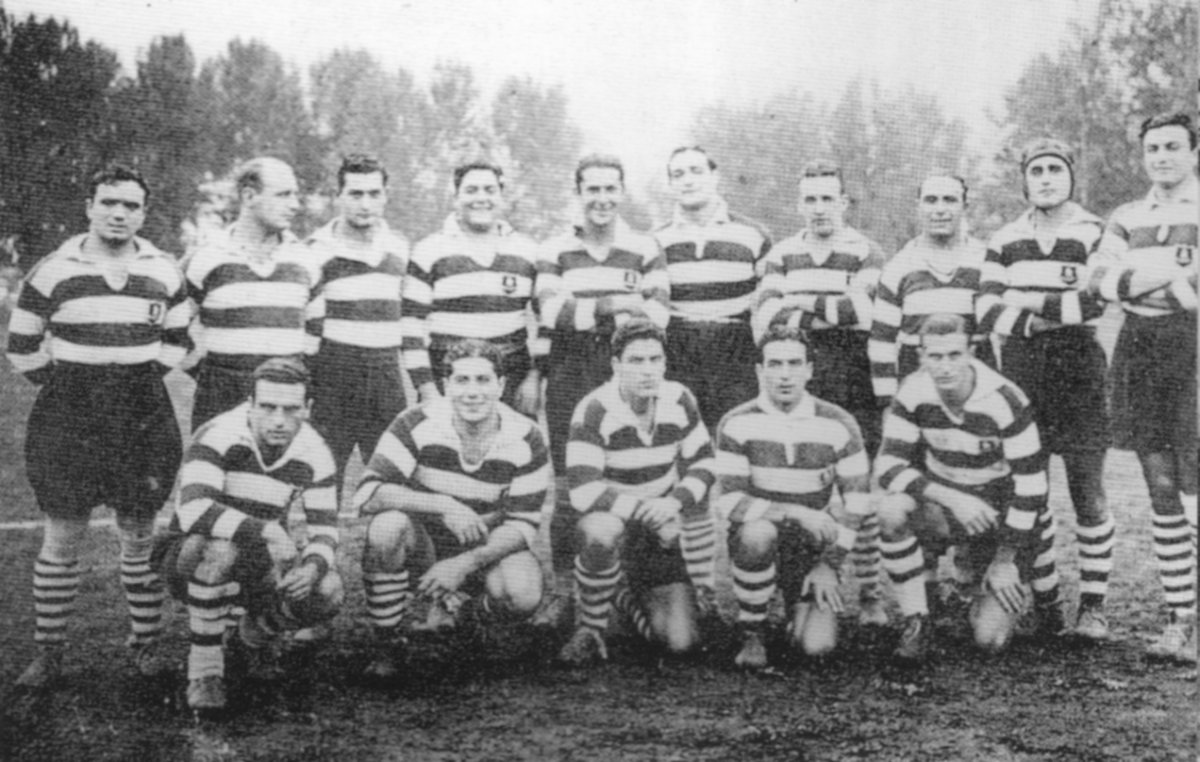
Il Rugby Roma campione d’Italia 1936-37.

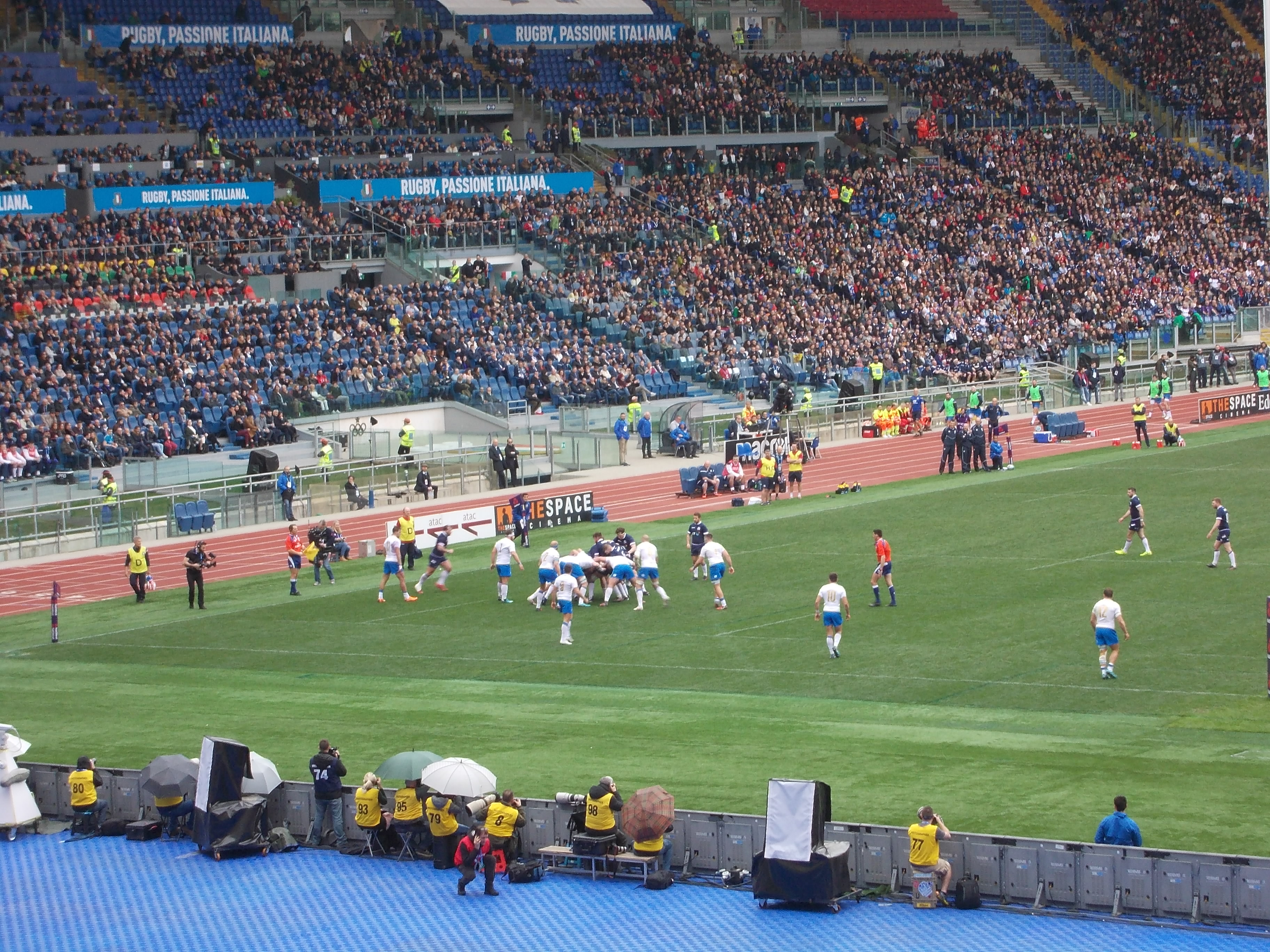
- all'Olimpico nel Sei Nazioni 2018.

Roma ospita gli incontri casalinghi della Nazionale di rugby a 15 dell'Italia nel torneo delle Sei Nazioni, principale evento europeo in questo sport al quale partecipano anche Francia, Galles, Inghilterra, Irlanda, Scozia). Dall'ammissione degli Azzurri nel torneo, avvenuta nel 2000, al 2011, tutti gli incontri furono disputati allo Stadio Flaminio, sulla cui area l'Italia giocò per la prima volta nel 1935 (nel preesistente Stadio Nazionale del PNF) per l'incontro con un XV della Francia non valido come test. A partire dal Sei Nazioni 2012 l'Italia disputa le proprie gare interne allo Stadio Olimpico. L'Olimpico ospita regolarmente anche altri incontri importanti della nazionale di rugby: alla finale di Coppa Europa di rugby, nel 1954, tra Italia e Francia sono seguiti in questo millennio numerosi test match contro le più quotate nazionali dell'emisfero sud: Argentina, Nuova Zelanda e Sudafrica.
In campo nazionale, la società Rugby Roma Olimpic 1930 ha vinto cinque campionati italiani (1934-35, 1936-37, 1947-48 e 1948-49, 1999-2000) e due Coppe Italia (1997-98 e 2010-11), mentre una Coppa Italia è stata conquistata nel 1966-67 dal CUS Roma Rugby e nel 2013-2014 dalle Fiamme Oro Rugby (quest'ultima società nel 1987 ha spostato la propria sede a Roma da Padova, dove aveva conquistato cinque scudetti e altre quattro Coppe Italia).
Altre club cittadini di rugby sono la S.S. Lazio Rugby, l'Unione Rugby Capitolina, l'U.S. Primavera Rugby Roma, l'Accademia Rugby Roma, l'Arvalia e l'Urbe Roma Rugby.

### Tennis

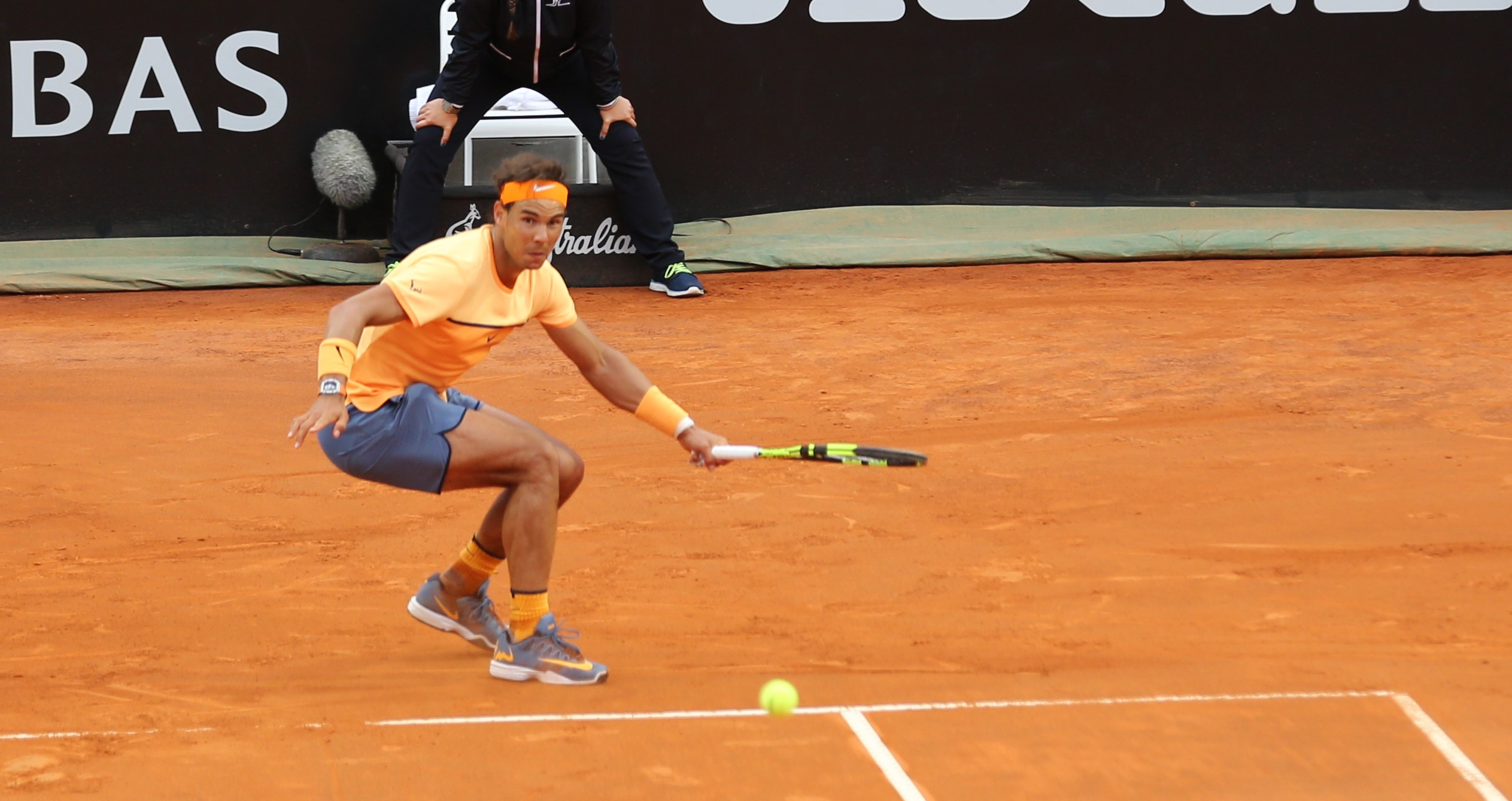
Rafael Nadal agli Internazionali BNL d'Italia del 2016.

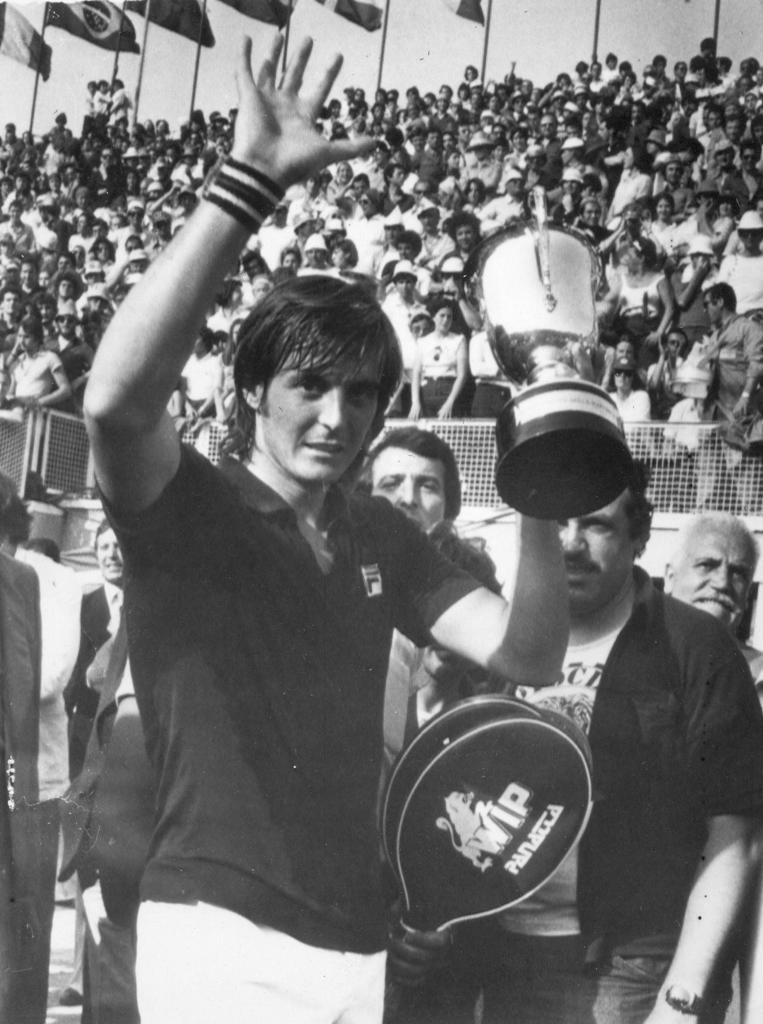
Panatta premiato come vincitore a Roma nel 1976

A Roma viene disputato il più importante torneo tennistico italiano in campo maschile e femminile, gli Internazionali d'Italia, parte del circuito ATP World Tour Masters 1000 che raggruppa i 9 tornei più prestigiosi dopo i 4 del Grande Slam e le ATP Finals, e del circuito WTA Premier Five che raggruppa i 5 tornei più prestigiosi dopo i 4 del Grande Slam e i 4 tornei WTA Premier Mandatory e le WTA Finals. Il torneo viene disputato allo Stadio del tennis di Roma dal 1935 (essendo nato nel 1930 a Milano), con la sola eccezione dell'edizione del 1961 svolta a Torino per celebrare l'Unità d'Italia. Insieme al Roland Garros, che segue, e al Montecarlo Masters, che precede, gli Internazionali d'Italia costituiscono il cosiddetto Slam Rosso, ovvero il trittico di tornei su terra rossa in sequenza, considerati come i più importanti al mondo su questa superficie, per tradizione. Nell'albo d'oro del torneo il maggior numero di vittorie è per lo spagnolo Rafael Nadal, tra gli uomini, con 9 successi (2005, 2006, 2007, 2009, 2010, 2012, 2013, 2018, 2019) e per l'americana Chris Evert, per le donne, con 5 trofei (1974, 1975, 1980, 1981, 1982).
Altri tornei di tennis della capitale, minori per importanza, facenti parte dell'ATP Challenger Tour e disputati sulla terra battuta, sono: il Due Ponti Challenger e la Due Ponti Cup, svolti al Due Ponti Sporting Club; il Rai Open, giocato al Circolo Sportivo Rai; il Roma Open (noto anche come Garden Open), al Tennis Club Garden.
Tra i tennisti romani che hanno vinto almeno un torneo ATP figurano Adriano Panatta (vincitore dell'Open di Francia 1976) e suo fratello Claudio Panatta, Matteo Berrettini, Paolo Lorenzi, Tonino Zugarelli, Claudio Pistolesi.

## Impianti sportivi

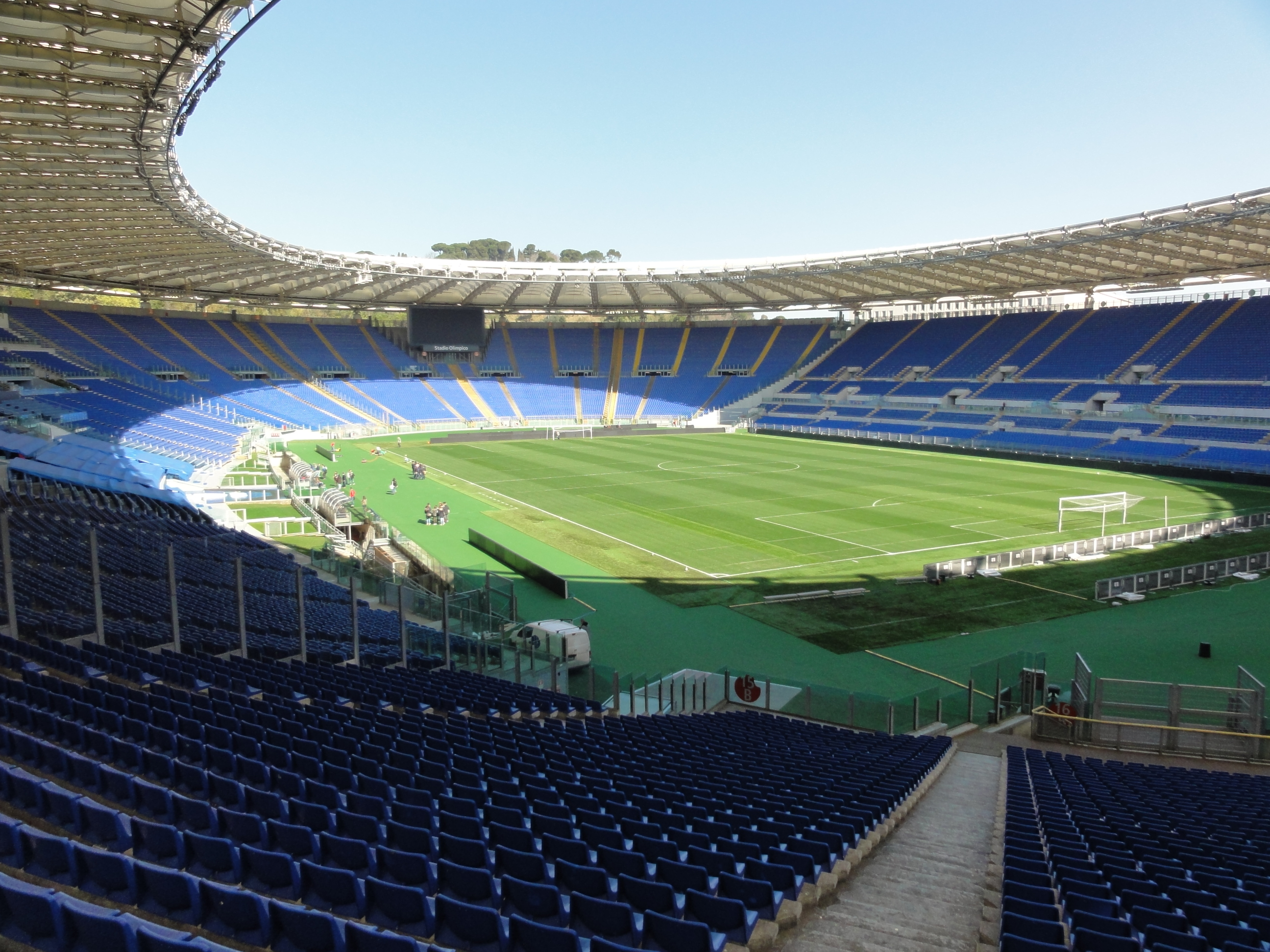
Lo Stadio Olimpico.

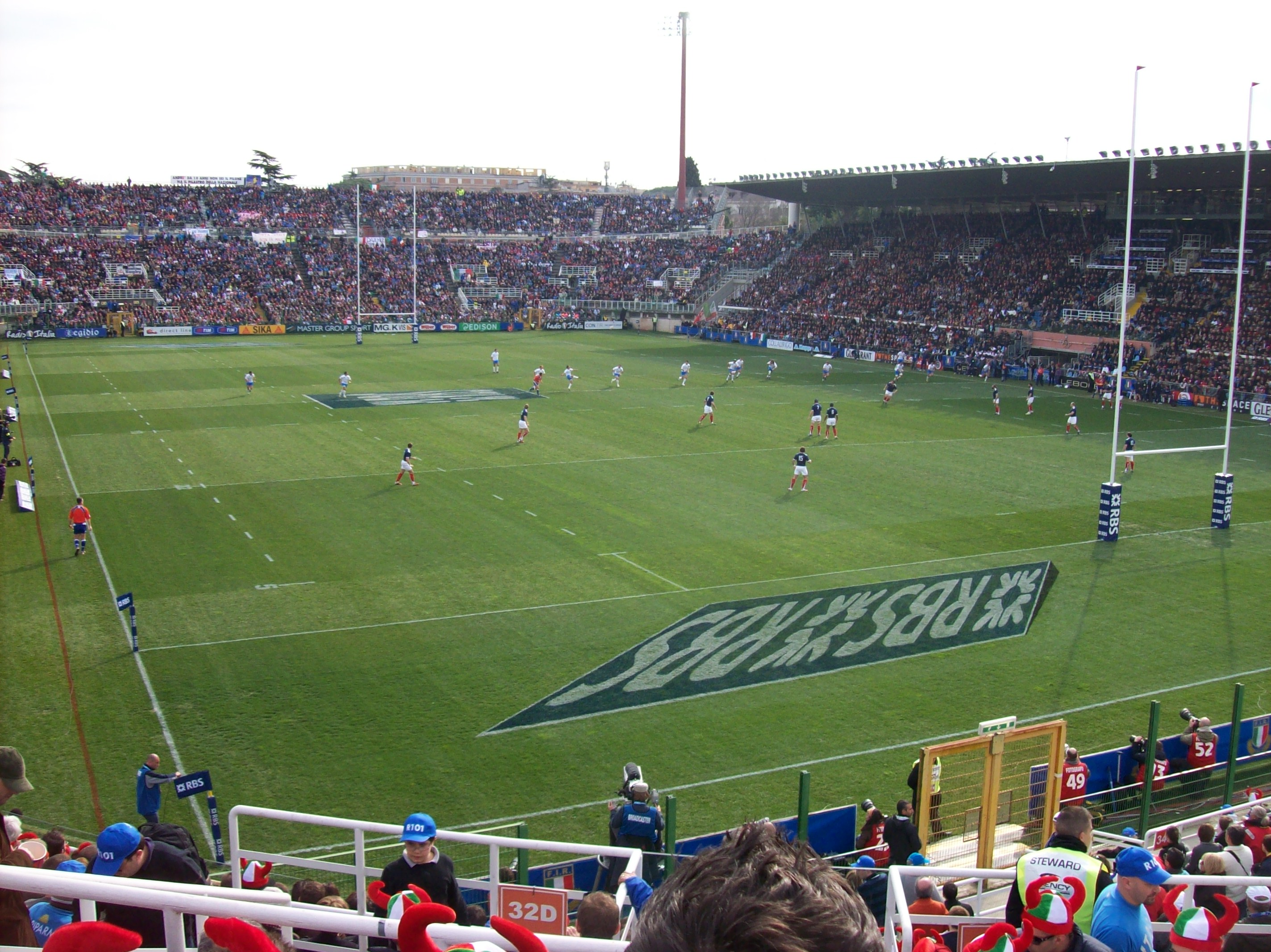
Lo Stadio Flaminio.

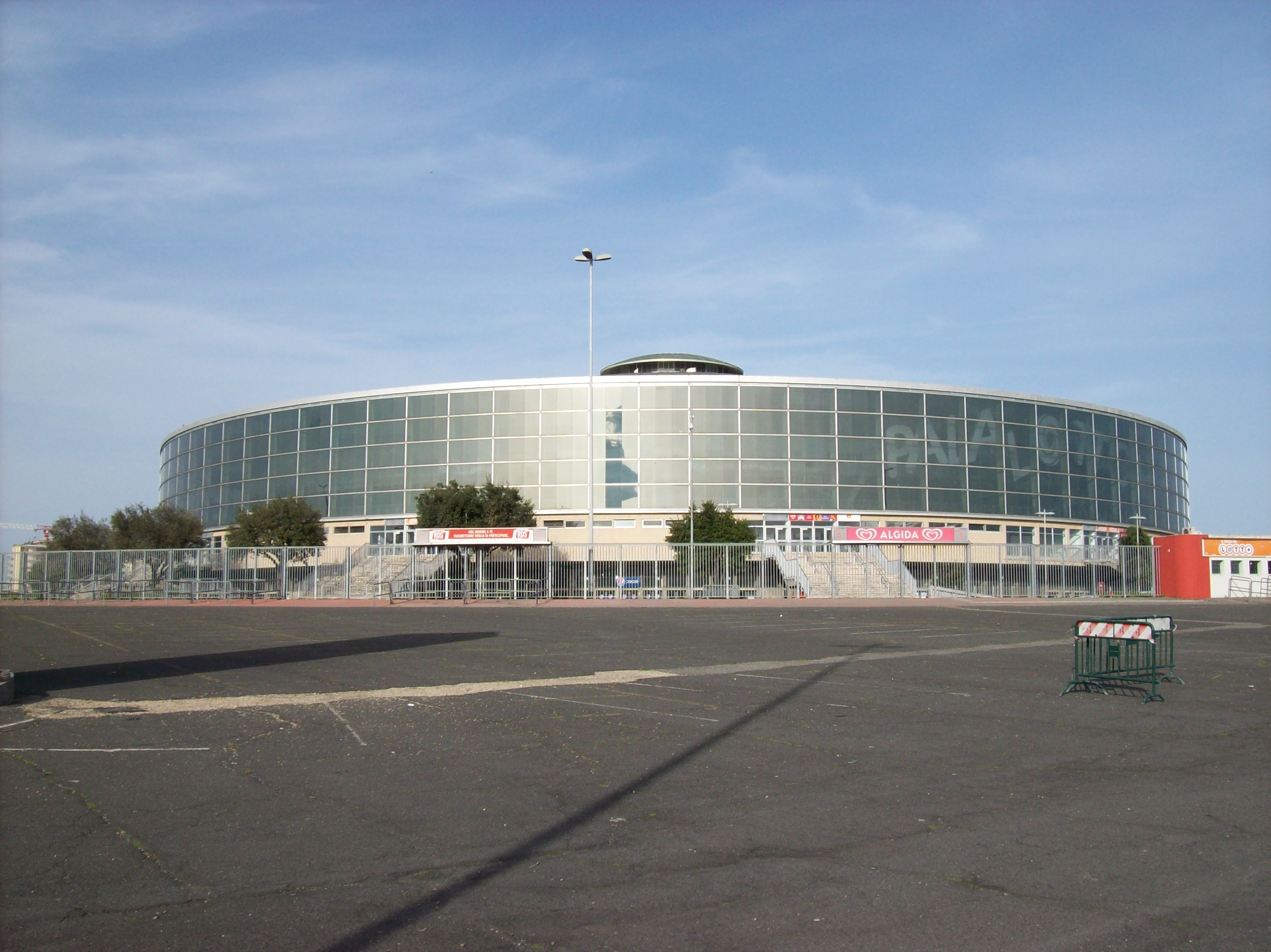
Il Palazzo dello Sport.

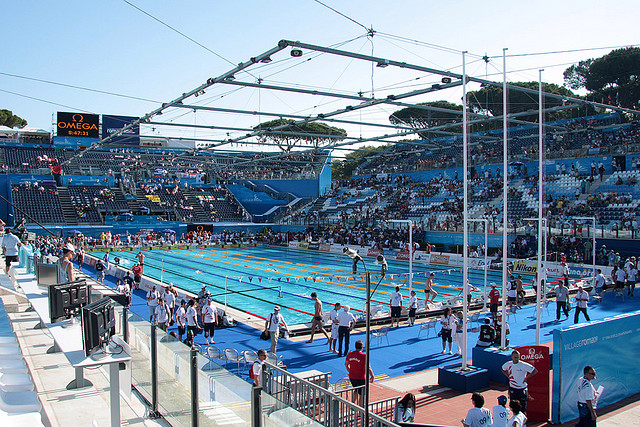
Il Complesso natatorio del Foro Italico.

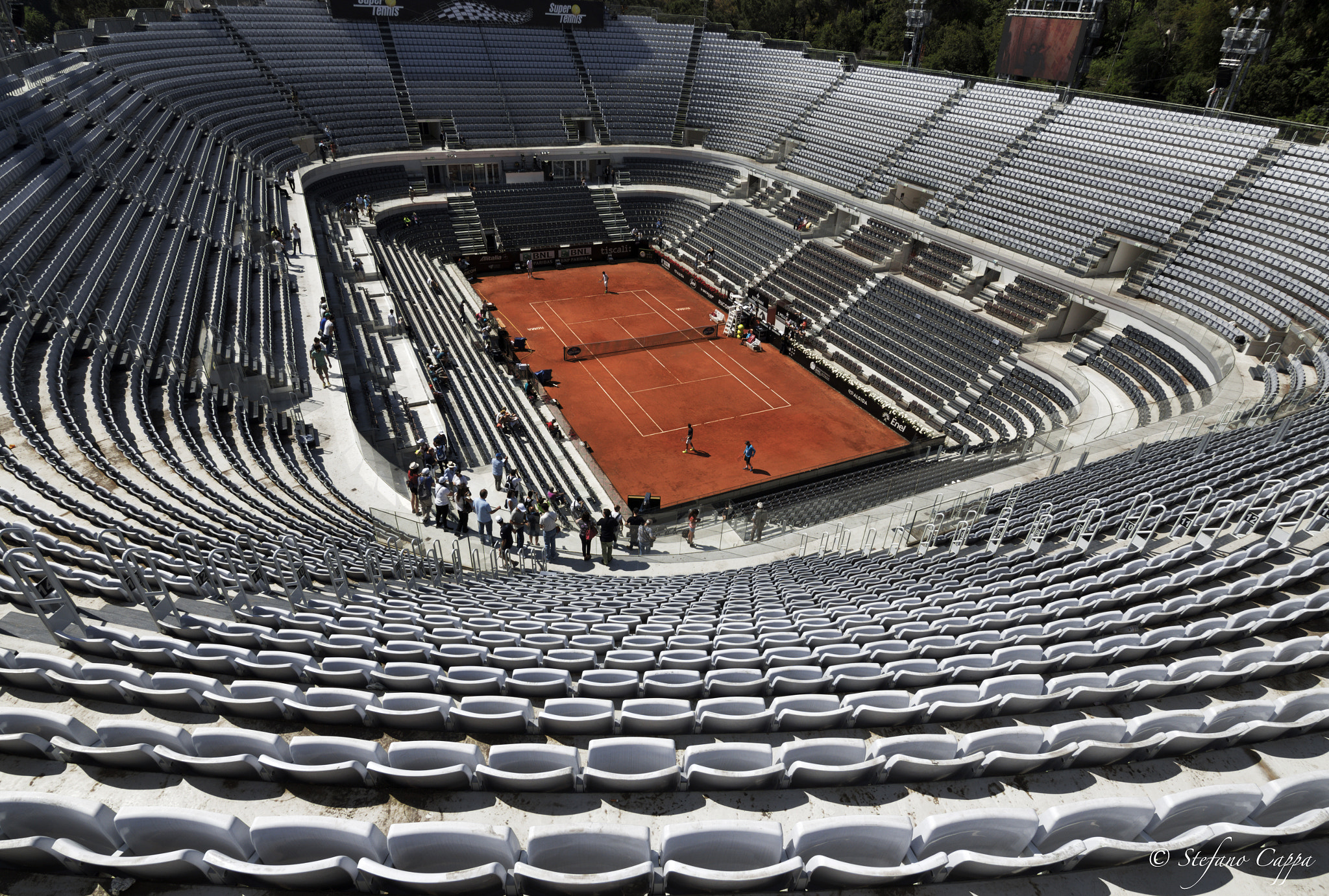
Lo Stadio del tennis.

| Stadio                            | Complesso sportivo                | Capacità | Sport                                                        | Note      |
| --------------------------------- | --------------------------------- | -------- | ------------------------------------------------------------ | --------- |
| Stadio Olimpico                   | Foro italico                      | 70 634   | Atletica Leggera, calcio, rugby                              |           |
| Stadio Flaminio                   | -                                 | 30 000   | Calcio, rugby                                                | In disuso |
| Palazzo dello Sport               | -                                 | 12 200   | Pallacanestro, pallavolo                                     |           |
| Stadio Olimpico del nuoto         | Foro italico                      | 12 000   | Nuoto, pallanuoto, tuffi                                     |           |
| Campo centrale                    | Foro italico                      | 10 500   | Tennis                                                       |           |
| Campi secondari                   | Foro italico                      | 6 500    | Tennis                                                       |           |
| Stadio dei Marmi                  | Foro italico                      | 5 280    | Atletica Leggera, hockey su prato, football americano, rugby |           |
| Temporary Flexible Stadium X.0    | Foro italico                      | 5 000    | Tennis                                                       |           |
| Ippodromo Tor di Valle            | -                                 | 4 000    | Ippica                                                       |           |
| Stadio Tre Fontane                | -                                 | 4 000    | Calcio, rugby                                                |           |
| Stadio Nicola Pietrangeli         | Foro italico                      | 3 720    | Tennis                                                       |           |
| Stadio Giorgio Castelli           | -                                 | 3 500    | calcio                                                       |           |
| Palazzetto dello Sport            | -                                 | 3 500    | Pallacanestro, pallavolo                                     |           |
| Campo Roma                        | -                                 | 3 000    | Calcio                                                       |           |
| Stadio Francesca Gianni           | -                                 | 3 000    | Calcio                                                       |           |
| Stadio della Stella Polare        | -                                 | 2 600    | Atletica Leggera, calcio                                     |           |
| Stadio Casal del Marmo            | -                                 | 2 500    | Atletica Leggera, calcio                                     |           |
| Ippodromo delle Capannelle        | -                                 | 2 437    | Ippica                                                       |           |
| Academy Sport Center              | -                                 | 2 000    | Calcio                                                       |           |
| Piscina dei mosaici               | Foro italico                      | 2 000    | Nuoto, pallanuoto                                            |           |
| Piscina delle Rose                | -                                 | 2 000    | Nuoto, pallanuoto                                            |           |
| Stadio del rugby di Corviale      | -                                 | 2 000    | Rugby                                                        |           |
| Campo Agostino Di Bartolomei      | Centro sportivo Fulvio Bernardini | 1 500    | Calcio                                                       |           |
| Polo acquatico Frecciarossa       | -                                 | 1 500    | Nuoto, pallanuoto                                            |           |
| Unipol BluStadium                 | -                                 | 1 500    | Nuoto, pallanuoto                                            |           |
| PalaPellicone                     | -                                 | 1 400    | Judo, lotta,sollevamento, taekwondo                          |           |
| Trastevere Stadium                | -                                 | 1 213    | Calcio                                                       |           |
| Stadio del baseball               | Centro Sportivo Giulio Onesti     | 1 152    | Baseball                                                     |           |
| Stadio del rugby                  | Centro Sportivo Giulio Onesti     | 1 036    | Rugby                                                        |           |
| Campo Panichelli                  | -                                 | 1 000    | Calcio                                                       |           |
| Campo Urbetevere                  | -                                 | 1 000    | Calcio                                                       |           |
| Centro sportivo Cinecittà Bettini | -                                 | 1 000    | Calcio                                                       |           |
| Stadio Anco Marzio                | -                                 | 1 000    | Calcio                                                       |           |
| Stadio Raimondo Vianello          | -                                 | 1 000    | Calcio                                                       |           |
| PalaAssobalneari                  | -                                 | 800      | Pallacanestro, pallavolo                                     |           |
| Palazzetto della pallamano        | Centro Sportivo Giulio Onesti     | 608      | Pallamano                                                    |           |
| Stadio dell'hockey su prato       | Centro Sportivo Giulio Onesti     | 300      | Hockey su prato                                              |           |
| Stadio Nando Martellini           | -                                 | -        | Atletica leggera                                             |           |
| Stadio Pasquale Giannattasio      | Ex Stella Polare                  | 1000     | Rugby, Atletica leggera                                      |           |
|                                   |                                   |          |                                                              |           |

### Progetti
Nella zona fuori dal Raccordo di Tor Vergata sarebbe dovuta sorgere la Città dello sport progettata dall'architetto Santiago Calatrava, dove sarebbero stati ospitati i mondiali di nuoto del 2009.
Per mancanza di fondi non è stato costruito prima dei mondiali.
Nella zona di Tre Fontane è in fase di costruzione la Città dello Sport Paralimpico.
Inoltre le due squadre di serie A capitoline hanno recentemente manifestato la volontà di costruire ognuna un proprio stadio per il calcio e si sta procedendo alla definizione delle zone in cui i nuovi impianti saranno costruiti.